# شيودومي (ميناتو)

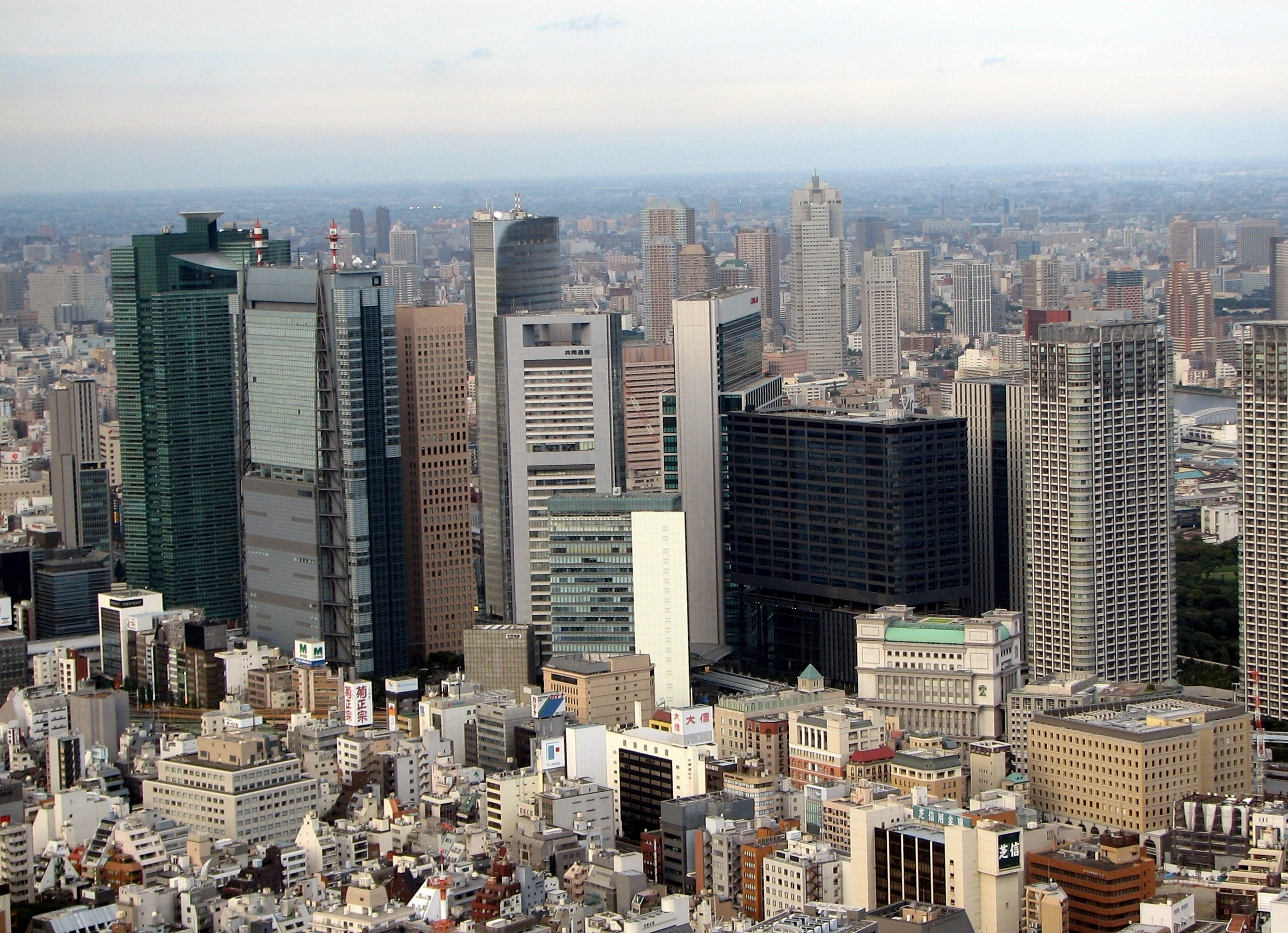
منظر شيودومي

شيودومي باليابانية (汐 留) هي منطقة في ميناتو في طوكيو، اليابان، تقع في جوار شينباشي وجينزا، بالقرب من خليج طوكيو وحدائق هاماريكيو. المعروف سابقا باسم محطة السكك الحديدية، وتحولت شيودومي إلى واحدة من مناطق طوكيو الحديثة. وهي عبارة عن مجموعة من 11 منطقة بلدة صغيرة أو مناطق التعاونية، ولكن عموما هناك ثلاثة مجالات رئيسية هي:
ويحتوي موقع شيودومي سايتو (シオサイト)، مجموعة من ناطحات السحاب تحتوي في الغالب الشركات والفنادق والمطاعم. فيها ثلاثة عشر ناطحة سحاب وتحتوي مقر جميع خطوط كل اليابان الجوية، شركة بانداي البصرية المحدودة لإنتاج الأنمي، شركة دنتسو الإعلانية، شركة فوجيتسو، شركة ميتسوي للمواد الكيميائية، شركة نيبون إكسبريس، تلفزيون اليابان، وشركة سوفت بانك للإتصالات السلكية واللاسلكية والإنترنت في اليابان.

## معرض صور

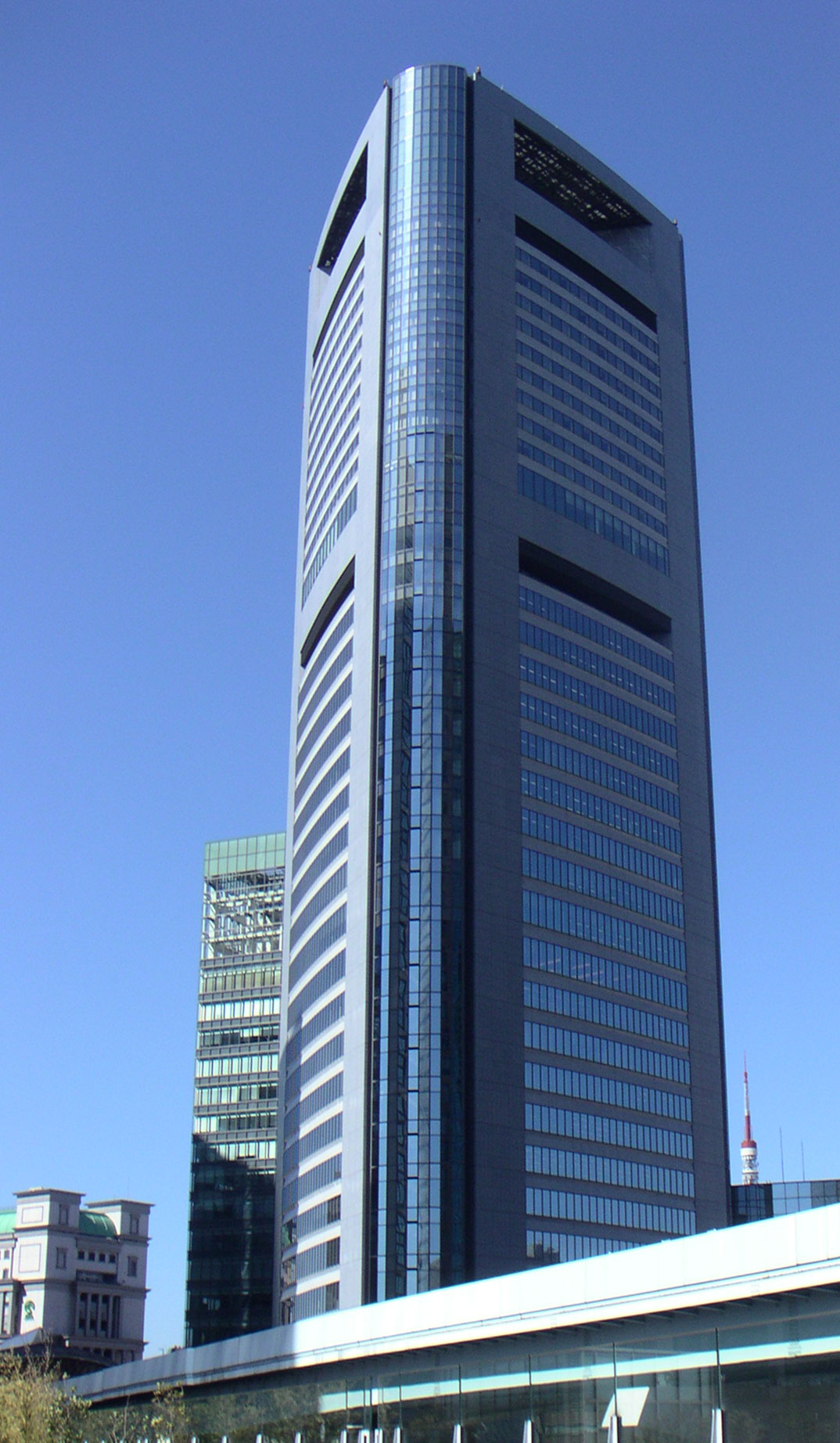
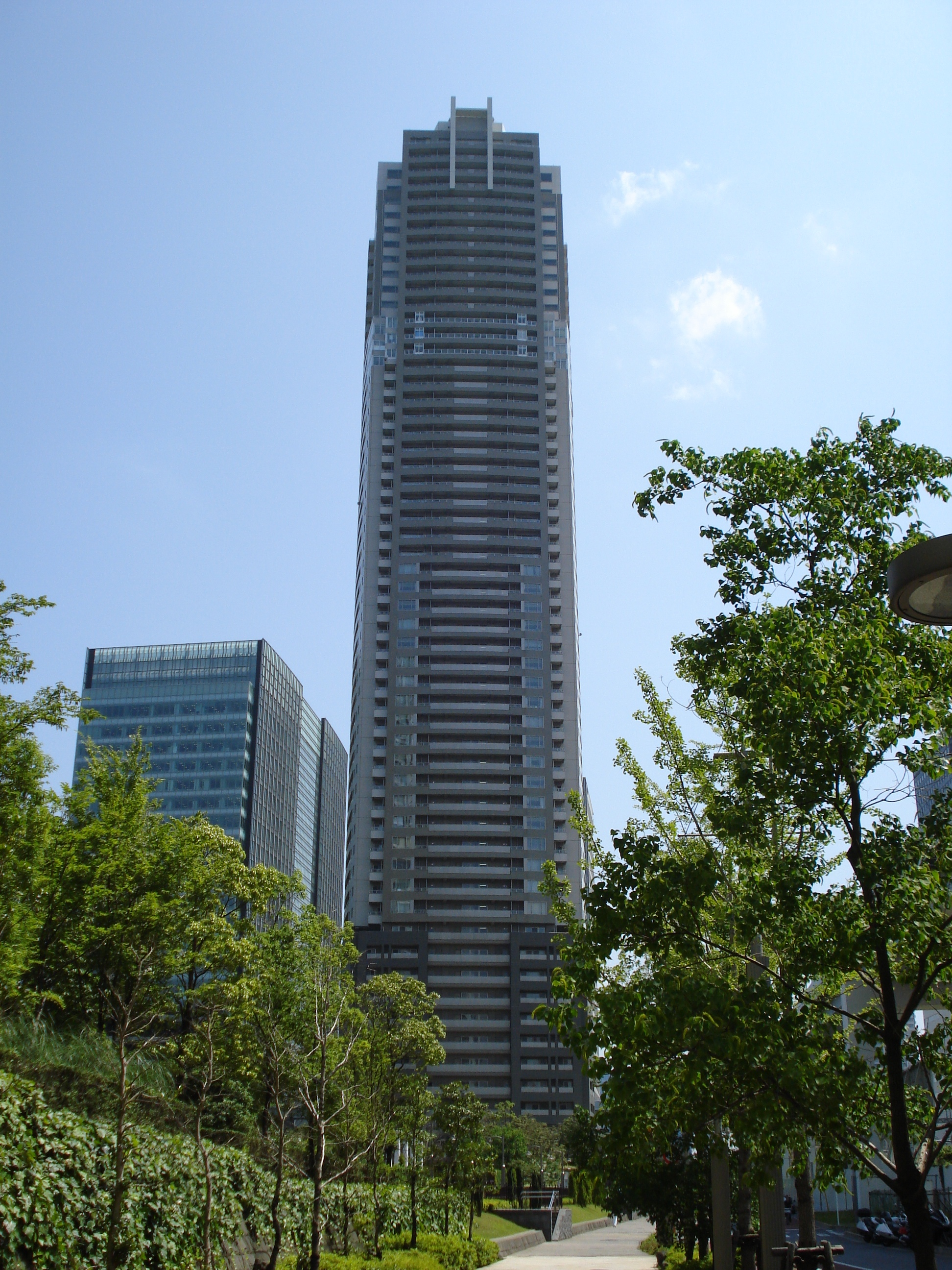
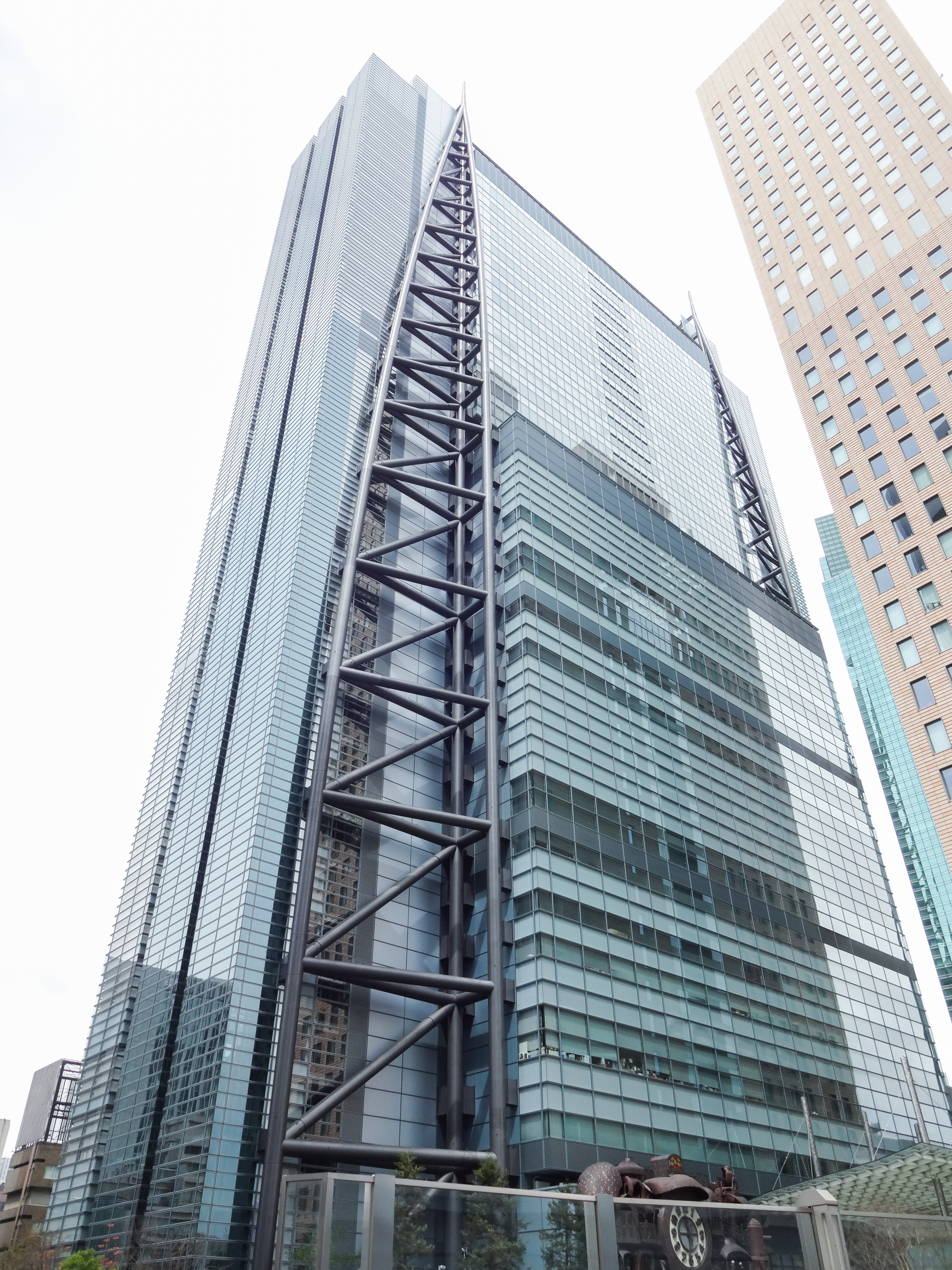